# Four Nations Chess League 1998/99
Die Saison 1998/99 war die sechste Spielzeit der Four Nations Chess League (4NCL). 
Slough und Wood Green lieferten sich ein Kopf-an-Kopf-Rennen um den Titel, und dank des Sieges im direkten Vergleich hatte Slough einen Punkt Vorsprung. Der Titelverteidiger, der sich von Midland Monarchs in Bigwood umbenannt hatte, musste sich mit dem dritten Platz begnügen. Aus der Division 2 waren Home House, die zweite Mannschaft des Barbican Chess Club und Wessex aufgestiegen, die alle drei direkt wieder abstiegen.
Zu den Mannschaftskadern siehe Mannschaftskader der Four Nations Chess League 1998/99.

## Termine und Spielorte
Die Wettkämpfe fanden statt am 24. und 25. Oktober, 21. und 22. November 1998, 23. und 24. Januar, 20. und 21. März sowie 1., 2. und 3. Mai 1999. Die ersten beiden Runden wurden in Warwick gespielt, alle folgenden in Birmingham.

## Abschlusstabelle
| Pl. | Verein                                 | Sp | G | U | V | MP    | Brett-P.  |
| --- | -------------------------------------- | -- | - | - | - | ----- | --------- |
| 01. | Slough                                 | 11 | 9 | 1 | 1 | 19:3  | 63,0:25,0 |
| 02. | Wood Green                             | 11 | 8 | 2 | 1 | 18:4  | 57,0:31,0 |
| 03. | Bigwood (M)                            | 11 | 6 | 2 | 3 | 14:8  | 51,0:37,0 |
| 04. | Invicta Knights Maidstone              | 11 | 5 | 3 | 3 | 13:9  | 43,0:45,0 |
| 05. | North West Eagles                      | 11 | 6 | 0 | 5 | 12:10 | 42,5:45,5 |
| 06. | Barbican Chess Club I. Mannschaft      | 11 | 5 | 1 | 5 | 11:11 | 41,0:47,0 |
| 07. | Richmond                               | 11 | 4 | 2 | 5 | 10:12 | 38,5:49,5 |
| 08. | British Chess Magazine                 | 11 | 4 | 1 | 6 | 9:13  | 45,5:42,5 |
| 09. | Bristol                                | 11 | 2 | 4 | 5 | 8:14  | 38,0:50,0 |
| 10. | Home House (N)                         | 11 | 3 | 1 | 7 | 7:15  | 37,0:51,0 |
| 11. | Barbican Chess Club II. Mannschaft (N) | 11 | 3 | 1 | 7 | 7:15  | 36,5:51,5 |
| 12. | Wessex (N)                             | 11 | 1 | 2 | 8 | 4:18  | 35,0:53,0 |

## Entscheidungen
|     | Britischer Meister: Slough                                                          |
|     | Absteiger in die Division 2: Home House, Barbican Chess Club II. Mannschaft, Wessex |
| (M) | Meister der letzten Saison                                                          |
| (N) | Aufsteiger der letzten Saison                                                       |

## Kreuztabelle
| Ergebnisse | Ergebnisse                         | 01. | 02. | 03. | 04. | 05. | 06. | 07. | 08. | 09. | 10. | 11. | 12. |
| ---------- | ---------------------------------- | --- | --- | --- | --- | --- | --- | --- | --- | --- | --- | --- | --- |
| 01.        | Slough                             |     | 4½  | 5½  | 5½  | 8   | 6½  | 7   | 4   | 7   | 3½  | 6½  | 5   |
| 02.        | Wood Green                         | 3½  |     | 4½  | 6   | 5½  | 6   | 7   | 5½  | 5½  | 4   | 5½  | 4   |
| 03.        | Bigwood                            | 2½  | 3½  |     | 4   | 2   | 5   | 6½  | 5   | 4   | 5½  | 6   | 7   |
| 04.        | Invicta Knights Maidstone          | 2½  | 2   | 4   |     | 4½  | 3   | 4½  | 5½  | 4   | 4½  | 4   | 4½  |
| 05.        | North West Eagles                  | 0   | 2½  | 6   | 3½  |     | 5½  | 4½  | ½   | 5   | 7   | 4½  | 3½  |
| 06.        | Barbican Chess Club I. Mannschaft  | 1½  | 2   | 3   | 5   | 2½  |     | 4   | 4½  | 3½  | 5½  | 5   | 4½  |
| 07.        | Richmond                           | 1   | 1   | 1½  | 3½  | 3½  | 4   |     | 5   | 4   | 4½  | 5   | 5½  |
| 08.        | British Chess Magazine             | 4   | 2½  | 3   | 2½  | 7½  | 3½  | 3   |     | 5   | 7   | 3   | 4½  |
| 09.        | Bristol                            | 1   | 2½  | 4   | 4   | 3   | 4½  | 4   | 3   |     | 2   | 6   | 4   |
| 10.        | Home House                         | 4½  | 4   | 2½  | 3½  | 1   | 2½  | 3½  | 1   | 6   |     | 2½  | 6   |
| 11.        | Barbican Chess Club II. Mannschaft | 1½  | 2½  | 2   | 4   | 3½  | 3   | 3   | 5   | 2   | 5½  |     | 4½  |
| 12.        | Wessex                             | 3   | 4   | 1   | 3½  | 4½  | 3½  | 2½  | 3½  | 4   | 2   | 3½  |     |

## Die Meistermannschaft
| 1.            | Slough Chess Club |
| Schachfiguren | Michail Gurewitsch, Mark Hebden, Tony Miles, Bogdan Lalić, Kevin Spraggett, Anthony Kosten, Peter Wells, Matthew Turner, Aaron Summerscale, Colin McNab, Luc Winants, Geoffrey Lawton, Susan Lalić, Andrew Smith, Alex Tucker, Jovanka Houska. |